# 圣罗兰

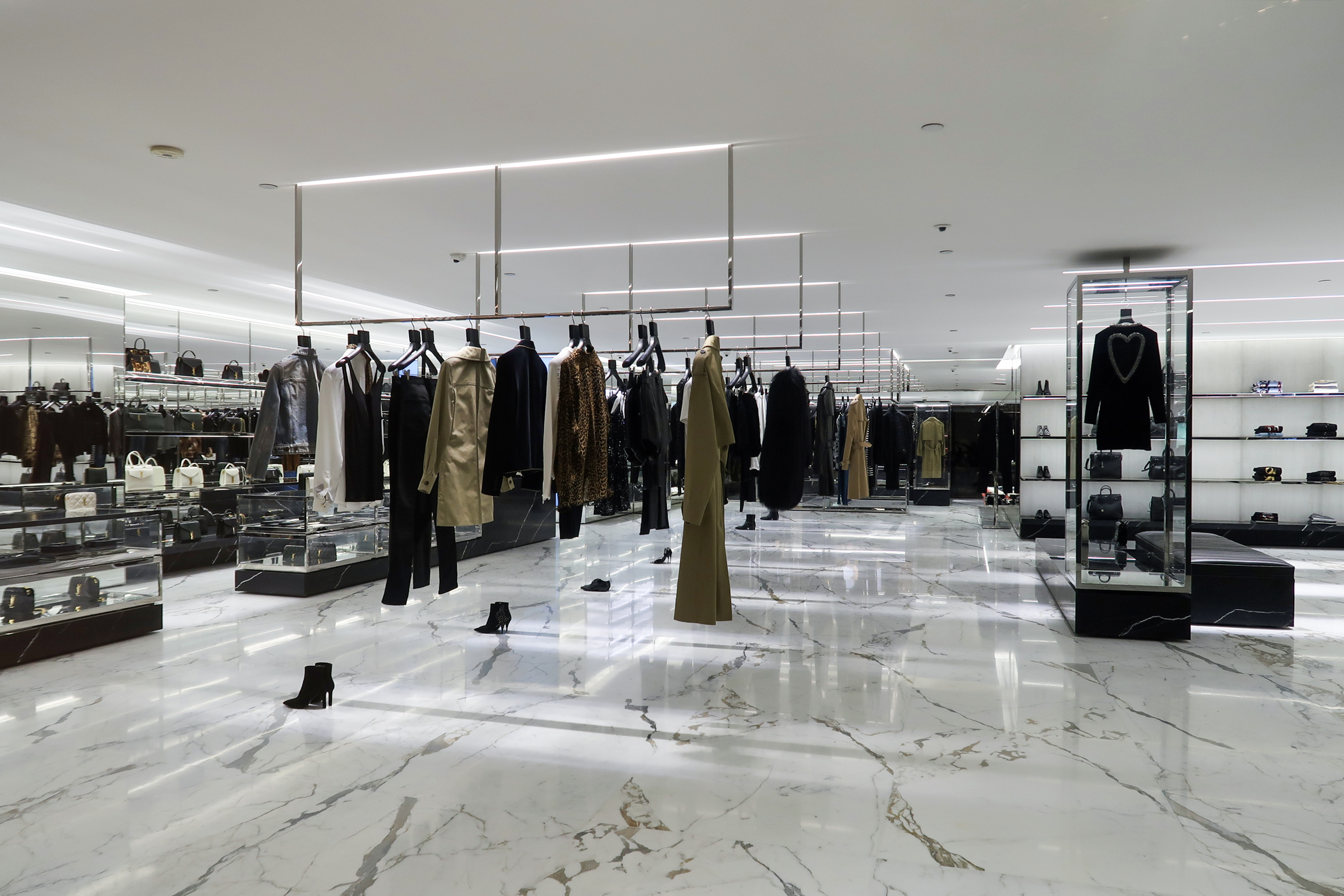
香港聖羅蘭分店內貌

伊夫·聖羅蘭（法語：Yves Saint Laurent，法語發音：[iv sɛ̃ lɔʁɑ̃]，缩写YSL，現時名為Saint Laurent Paris）是一個时装奢侈品牌，由设计师伊夫·聖羅蘭及其伴侣貝爾傑所创立。之前的主要设计师为Hedi Slimane，目前已離開。最初的女装风格曾从男装中大量借鉴物件，如西服裤、运动夹克等等，使得品牌知名度提升。YSL也经营香水等化妆品。
2018年，Saint Laurent表示將暫時脫離巴黎時裝周日程，並於同年6月6日在紐約舉辦時裝展。同年9月，Saint Laurent自2017年後，再次於巴黎鐵塔下舉行時裝展。
1978年，聖羅蘭先生本人曾經在紐約舉辦過一場盛大派對發布經典的鴉片香水Opium。而40年後的2018年，現任總監Anthony Vaccarello為了向聖羅蘭致意，在Liberty Park舉辦了2019春夏男裝展。

## 香港
YSL每年都會舉辦年度彩妝派對，2018年的主題是位於尖沙咀 1881 Heritage 的華麗 Beauty Hotel。

## 官司
曾任職伊夫·聖羅蘭創意總監一職的Hedi Slimane控告伊夫·聖羅蘭不遵守已簽訂的協議，協議內容為保證創意總監每年會獲得最少一千萬歐元的收入，而在Hedi Slimane任職創意總監的最後一年期間，只獲得合共66萬歐元。案件經過法院分析後，裁定開雲集團需要賠償 Hedi Slimane 930萬歐元。

## 外部連結
- Saint Laurent的官方網站 （页面存档备份，存于）
- Saint Laurent的Instagram帳戶 （页面存档备份，存于）
- Saint Laurent的X（前Twitter）
- Saint Laurent的Facebook專頁 （页面存档备份，存于）
- Saint Laurent的YouTube頻道 （页面存档备份，存于）